# 8790 Michaelamato
8790 Michaelamato este o planetă minoră (asteroid) din centura de asteroizi. A fost descoperită pe 7 noiembrie 1978 la Observatorul Palomar de Eleanor F. Helin. 
Obiectul prezintă o orbită caracterizată de o semiaxă mare de 2,657932 UAi, o excentricitate de 0,09, o înclinație de 3,61649 ° în raport cu ecliptica.